# Geőcze Sarolta
Szendrői Geőcze Sarolta, Charlotte de Geöcze (Bacskó, 1862. december 27. – Budapest, Józsefváros, 1928. szeptember 23.) tanítónőképezdei főigazgató, pedagógiai szakíró, szociológus, keresztényszocialista ideológus.

## Élete
Geőcze Bertalan ügyvéd és felsőőri Berta Erzsébet lánya. Édesanyja halála (1869) után két évre Pestre vitték tanulni; majd otthon nevelkedett. 1882-ben a budai elemi iskolába, 1883-ban a budapesti polgári iskolába járt. 1886-ban a brassói állami polgári leányiskolához nevezték ki, 1888-ban az iskola vezetője lett. 1892-ben megbízták a komáromi állami polgári leányiskola szervezésével, melynek igazgatója is lett. 1898-ban a fővárosba helyezték át, itt először a II. kerületi tanítóképzőben, később pedig a VI. kerületi Erzsébet nőiskolában oktatott. 1907-ben kinevezték a II. kerületi tanítóképző igazgatójává, 1916-ban innen ment nyugdíjba, mint címzetes főigazgató. Halálát fehérvérűség és szívgyengeség okozta.

### Munkássága
Programmértekezései a brassói állami polg. leányiskola Értesítőjében (1888. Az egészségtani oktatás a leányiskolában, 1891. Visszapillantás a brassói áll. p. leányiskola 10 éves multjára), a komáromi áll. p. leányiskola Értesítőjében (1893. A komáromi áll. p. leányiskola keletkezése), cikkei a Pesti Naplóban (1888. Sinaia), a Magyar Szalonban (1888. IX. Hogy támad a népdal?), a Borsszem Jankóban (1889-93. apró közlemények: Sanyaró Vendel, Czenczi-néni stb.), az Egészségben (1889. Levél Trefort miniszterhez), az Iskola és a Szülőházban (1890. Mi az oka annak, hogy az itteni gyermekek nyelvérzéke oly feltünően fejletlen, és mi módon lehetne e bajon segíteni), a Nemzeti Nőnevelésben (1890. Népköltési gyűjtemények az iskolában), a Természettudományi Közlönyben (1890-92. 1894. fordítások Tarde, Abel, Berthelot, Brückner és Varigny után), a Brassó c. lapban (1880-91. A Mária-Dorothea egyesület sat.), a Budapesti Hírlapban (1890. 129. sz. Fazekas Mihály és Ludas Matyija, 1891. 323. sz. A hegyek története, 290. sz. Magyarország madárvilága, 364. sz. Washington Jrwing, 1893. Társadalom és nőnevelés) a Kis Lapban (1890. mesék, allegóriák), a Fővárosi Lapokban (1890. Uj Paraenézis), a Magyar orvosok és természetvizsgálók Munkálataiban (1892. Természettudomány és társadalom), a Magyar Paedagógiában (1892. A leányok középfokú oktatásáról, 1894. Egy kitünő francia ifjúsági irat), az Ungban (1893. 17. sz. Magyarország mai társadalmi viszonyai és a nőnevelés), a Hazánkban (1894. Az élet művészete, Egy kis programm, Izlés, divat.)

## Művei
- Számtani ismeretek a nőnevelés szolgálatában (Bp., 1893);
- Művészet és természet. Victor Cherbuliez, ford. Geőcze S. (Bp., 1893);
- Velencze kövei. John Ruskin, ford. Geőcze S. (Bp., 1896);
- Tanulmányok a magyar társadalom életéből (Bp., 1896);
- A dolgozó Olaszország (Bp., 1902);
- Ruskin élete és tanítása (Bp., 1903);
- A munkásviszonyok reformja. A tiszamenti jobbágy. Frédéric Le Play, ford. Geőcze S. (Bp., 1903);
- Társadalmi evolúczió. Benjamin Kidd, ford. Geőcze S. (Bp., 1905);
- Az eladósodott ország (Bp., 1907);
- A világháború és az új élet (Bp., 1918);
- Szociológia, különös tekintettel a társadalmi élet etikájára (Bp., 1921);
- Szociológia etikai alapon (Bp., 1922).